# João Cunha e Silva
João Cunha e Silva, né le 27 novembre 1967 à Lisbonne, est un ancien joueur de tennis professionnel portugais.

## Carrière
Figure du tennis portugais des années 90 et membre emblématique de l'équipe du Portugal de Coupe Davis, il détient dans la compétition le record de victoires totales (37), de victoires en simple (25), de rencontres jouées (30) et d'années de présence dans l'équipe (16), à égalité avec Nuno Marques. Il a participé aux play-off du Groupe Mondial en 1994.
Il a remporté deux tournois en double sur le circuit ATP : Tel Aviv et Casablanca, ainsi que 24 tournois Challenger. En simple, il a remporté les tournois de Turin et de São Paulo en 1990 et de Monterrey en 1995.
Sa meilleure performance dans un tournoi ATP est une demi-finale à Tel Aviv en 1992. Dans les tournois du Grand Chelem, simple et double confondu, il a remporté deux matchs : à Wimbledon et à l'US Open (sur abandon) en 1993.

## Palmarès

### Titres en double messieurs
| No | Date       | Nom et lieu du tournoi                       | Catégorie    | Dotation  | Surface      | Partenaire   | Finalistes                        | Score    |  |
| -- | ---------- | -------------------------------------------- | ------------ | --------- | ------------ | ------------ | --------------------------------- | -------- |  |
| 1  | 12-10-1992 | Riklis Israel Tennis Center Classic Tel Aviv | World Series | 130 000 $ | Dur (ext.)   | Mike Bauer   | Mark Koevermans Tobias Svantesson | 6-3, 6-4 |  |
| 2  | 24-03-1997 | Grand-Prix Hassan II Casablanca              | World Series | 203 000 $ | Terre (ext.) | Nuno Marques | Karim Alami Hicham Arazi          | 7-6, 6-2 |  |

### Finales en double messieurs
| No | Date       | Nom et lieu du tournoi          | Catégorie    | Dotation  | Surface      | Vainqueurs                      | Partenaire    | Score         |  |
| -- | ---------- | ------------------------------- | ------------ | --------- | ------------ | ------------------------------- | ------------- | ------------- |  |
| 1  | 27-02-1989 | Open de Lorraine Nancy          |              | 100 000 $ | Dur (int.)   | Udo Riglewski Tobias Svantesson | Eduardo Masso | 6-4, 6-7, 7-6 |  |
| 2  | 20-03-1995 | Grand-Prix Hassan II Casablanca | World Series | 203 000 $ | Terre (ext.) | Tomás Carbonell Francisco Roig  | Emanuel Couto | 6-4, 6-1      |  |

## Parcours dans les tournois duGrand Chelem

### En simple
| Année | Open d'Australie | Open d'Australie | Internationaux de France | Internationaux de France | Wimbledon       | Wimbledon      | US Open        | US Open      |
| ----- | ---------------- | ---------------- | ------------------------ | ------------------------ | --------------- | -------------- | -------------- | ------------ |
| 1989  | 1er tour (1/64)  | Grant Connell    | —                        | —                        | —               | —              | —              | —            |
| 1991  | 1er tour (1/64)  | Nuno Marques     | 1er tour (1/64)          | Wally Masur              | —               | —              | —              | —            |
| 1993  | 1er tour (1/64)  | Chris Garner     | —                        | —                        | 2e tour (1/32)  | Andre Agassi   | 2e tour (1/32) | Jamie Morgan |
| 1996  | —                | —                | —                        | —                        | 1er tour (1/64) | Gianluca Pozzi | —              | —            |

N.B. : à droite du résultat se trouve le nom de l'ultime adversaire.

### En double
| Année | Open d'Australie          | Open d'Australie         | Internationaux de France | Internationaux de France  | Wimbledon                  | Wimbledon            | US Open                 | US Open               |
| ----- | ------------------------- | ------------------------ | ------------------------ | ------------------------- | -------------------------- | -------------------- | ----------------------- | --------------------- |
| 1989  | 1er tour (1/32) G. Pozzi  | J. Letts B. Man Son Hing | 1er tour (1/32) E. Masso | M. Bahrami E. Winogradsky | —                          | —                    | —                       | —                     |
| 1991  | 1er tour (1/32) E. Masso  | P. Doohan L. Warder      | —                        | —                         | —                          | —                    | —                       | —                     |
| 1993  | 1er tour (1/32) T. Anzari | R. Fromberg J. Morgan    | —                        | —                         | —                          | —                    | 1er tour (1/32) M. Ruah | J. Björkman P. Rafter |
| 1995  | —                         | —                        | 1er tour (1/32) E. Couto | M. Bauer J. Ireland       | —                          | —                    | —                       | —                     |
| 1997  | —                         | —                        | —                        | —                         | 1er tour (1/32) N. Marques | P. Albano S. Doseděl | —                       | —                     |
| 1998  | 1er tour (1/32) D. Bowen  | J. Grabb R. Reneberg     | —                        | —                         | —                          | —                    | —                       | —                     |

N.B. : le nom du ou de la partenaire se trouve sous le résultat ; le nom des ultimes adversaires se trouve à droite.